# Arenaria microstella
Arenaria microstella är en nejlikväxtart som beskrevs av Cheng Yih Wu och Li Hua Zhou. Arenaria microstella ingår i släktet narvar, och familjen nejlikväxter. Inga underarter finns listade i Catalogue of Life.